# Wereldkampioenschappen biatlon 2010
De wereldkampioenschappen biatlon 2010 vonden plaats op zondag 28 maart 2010 in het Russische Chanty-Mansiejsk. Het WK bestond enkel uit het niet-olympische onderdeel gemengde estafette.

## Uitslag
| #      | Bib | Land/Namen                                                                          | Tijd                                      | Straf (L+S)                              | Verschil |
| ------ | --- | ----------------------------------------------------------------------------------- | ----------------------------------------- | ---------------------------------------- | -------- |
| Goud   | 2   | Duitsland Simone Hauswald Magdalena Neuner Simon Schempp Arnd Peiffer               | 1:18.17,4 18.36,0 18.32,7 20.44,7 20.24,0 | 0+5 0+1 0+2 0+1 0+1 0+0 0+0 0+0 0+2 0+0  |          |
| Zilver | 4   | Noorwegen Ann Kristin Flatland Tora Berger Emil Hegle Svendsen Ole Einar Bjørndalen | 1:19.41,4 18.58,5 19.31,0 20.44,6 20.27,3 | 0+2 0+4 0+0 0+1 0+1 0+2 0+0 0+0 0+1 0+1  | +1.24,0  |
| Brons  | 5   | Zweden Helena Jonsson Anna Carin Olofsson-Zidek Björn Ferry Carl Johan Bergman      | 1:19.48,2 19.16,0 19.30,1 21.15,2 19.46,9 | 0+6 0+5 0+2 0+3 0+3 0+0 0+1 0+1 0+0 0+1  | +1.30,8  |
| 4      | 1   | Rusland Jana Romanova Olga Zajtseva Maksim Tsjoedov Ivan Tsjerezov                  | 1:19.59,5 19.04,9 20.06,5 21.08,1 19.40,0 | 0+3 1+6 0+0 0+1 0+0 1+3 0+3 0+2 0+0 0+0  | +1.42,1  |
| 5      | 3   | Frankrijk Marie-Laure Brunet Sandrine Bailly Simon Fourcade Martin Fourcade         | 1:20.25,6 19.24,0 20.22,4 20.14,6 20.24,6 | 0+6 0+3 0+2 0+0 0+3 0+1 0+0 0+1 0+1 0+1  | +2.08,2  |
| 6      | 6   | Oekraïne Oksana Chvostenko Vita Semerenko Serhij Sednev Andrij Deryzemlya           | 1:20.41,7 18.50,6 20.04,2 21.05,4 20.41,5 | 0+3 0+7 0+0 0+0 0+2 0+2 0+0 0+2 0+1 0+3  | +2.24,3  |
| 7      | 9   | Tsjechië Gabriela Soukalová Barbora Tomesova Michal Šlesingr Jaroslav Soukup        | 1:20.56,8 19.28,6 19.44,1 20.32,2 21.11,9 | 0+6 0+4 0+1 0+1 0+1 0+0 0+1 0+1 0+3 0+2  | +2.39,4  |
| 8      | 10  | Italië Katja Haller Karin Oberhofer Lukas Hofer Christian de Lorenzi                | 1:20.58,4 19.16,4 20.21,5 20.51,0 20.29,5 | 0+4 0+4 0+0 0+1 0+2 0+0 0+1 0+3 0+1 0+0  | +2.41,0  |
| 9      | 7   | Wit-Rusland Liudmila Kalinchik Darya Domracheva Sergej Novikov Rustam Valiullin     | 1:21.50,4 19.20,8 19.28,2 21.21,1 21.40,3 | 1+3 0+6 0+0 0+1 0+0 0+2 1+3 0+1          | +3.33,0  |
| 10     | 8   | Slovenië Dijana Ravnikar Teja Gregorin Janez Marič Klemen Bauer                     | 1:22.41,1 19.15,6 19.52,8 21.21,8 22.10,9 | 1+5 2+10 0+1 0+1 0+0 0+3 0+1 0+3 1+3 2+3 | +4.23,7  |
| 11     | 15  | Kazachstan Anna Lebedeva Marina Lebedeva Yan Savitskiy Sergey Naumik                | 1:23.12,9 19.49,2 20.32,3 21.11,5 21.39,9 | 0+7 0+6 0+2 0+1 0+1 0+2 0+1 0+1 0+3 0+2  | +4.55,5  |
| 12     | 12  | Canada Megan Tandy Zina Kocher Jean-Philippe Leguellec Brendan Green                | 1:23.56,8 20.08,4 21.01,7 22.00,1 20.46,6 | 0+1 2+10 0+0 0+3 0+0 1+3 0+1 1+3 0+0 0+1 | +5.39,4  |
| 13     | 17  | Zwitserland Selina Gasparin Elisa Gasparin Benjamin Weger Thomas Frei               | 1:24.49,3 20.17,5 22.09,8 21.12,6 21.09,4 | 0+3 1+9 0+0 1+3 0+1 0+3 0+2 0+0 0+0 0+3  | +6.31,9  |
| 14     | 13  | Slowakije Jana Gereková Anastasiya Kuzmina Pavol Hurajt Dušan Šimočko               | 1:24.54,0 20.24,2 20.41,9 21.39,7 22.08,2 | 2+8 1+7 1+3 0+1 1+3 0+0 0+1 0+3 0+1 1+3  | +6.36,6  |
| 15     | 11  | Polen Agnieszka Cyl Weronika Nowakowska Sebastian Witek Lukasz Witek                | 1:25.04,5 19.19,3 19.13,4 22.53,2 23.38,6 | 0+5 1+5 0+1 0+0 0+0 0+0 0+2 0+2 0+2 1+3  | +6.47,1  |
| 16     | 18  | Bulgarije Nina Klenovska Emilia Yordanova Krasimir Anev Michail Kletcherov          | 1:25.34,7 20.18,0 21.55,2 21.43,9 21.37,6 | 0+7 1+8 0+1 1+3 0+3 0+2 0+3 0+1 0+0 0+2  | +7.17,3  |
| 17     | 16  | Estland Kadri Lehtla Eveli Saue Danil Steptsenko Priit Viks                         | 1:26.24,7 19.47,9 20.30,1 23.17,9 22.48,8 | 2+8 1+6 0+0 0+2 1+3 0+0 1+3 0+1 0+2 1+3  | +8.07,3  |
| 18     | 14  | Finland Mari Laukkanen Kaisa Mäkäräinen Sami Orpana Marko Juhani Mänttäri           | 1:27.16,8 20.39,0 19.50,1 24.15,1 22.32,6 | 1+5 0+6 0+2 0+1 0+0 0+2 1+3 0+1 0+0 0+2  | +8.59,4  |